# Phyllostegia yamaguchii
Phyllostegia yamaguchii là một loài thực vật có hoa trong họ Hoa môi. Loài này được Hosaka & O.Deg. miêu tả khoa học đầu tiên năm 1938.